# Cầy mangut Gambia
Mungos gambianus là một loài động vật có vú trong họ Cầy mangut, bộ Ăn thịt. Loài này được Ogilby mô tả năm 1835.
Loài này phân bố rộng rãi ở các thảo nguyên ẩm ở tây bắc châu Phi, từ Gambia đến Nigeria.
Loài này là một loài săn mồi cơ hội, ăn nhiều loại thức ăn. Chúng là chủ yếu ăn côn trùng, ăn chủ yếu là bọ cánh cứng và động vật nhiều chân. Chúng cũng ăn loài gặm nhấm nhỏ và các loài bò sát, và đôi khi trứng.